# Großsteingräber auf dem Strietberg
Die Großsteingräber auf dem Strietberg (auch Stritberg), einer Anhöhe östlich von Raven, einem Ortsteil von Soderstorf in der Lüneburger Heide in Niedersachsen, wurden im Jahre 1964 vom Helms-Museum untersucht und anschließend restauriert. Dabei wurden die Kammern zweier Ganggräber mit vorhandenen Steinen hergerichtet, das Bodenpflaster ergänzt und die Hügel wieder bis zur Decksteinebene aufgeschüttet. Die Anlagen der Trichterbecherkultur (TBK) stammen aus dem Mittelneolithikum (3500–2800 v. Chr.). Neolithische Monumente sind Ausdruck der Kultur und Ideologie jungsteinzeitlicher Gesellschaften. Ihre Entstehung und Funktion gelten als Kennzeichen der sozialen Entwicklung.
Zwischen den beiden nur 50 m voneinander entfernten Großsteingräbern verläuft die Grenze zwischen Raven und Wetzen.

## Die westliche Anlage
Die Ausgrabung ergab insgesamt 13 Tragsteine (11 der Kammer und zwei des Ganges -teilweise umgefallen) und zwei Decksteine, die in die Kammer gefallen waren. Bereits lange vor der Untersuchung war die Kammer durchwühlt worden, dennoch konnten Keramikreste der Trichterbecherkultur (meist außerhalb der Kammer) und Feuersteingeräte der Einzelgrabkultur geborgen werden. Außerdem fand man im Hügel eine Urnenbestattung der vorrömischen Eisenzeit (um 300 v. Chr.). Das Ganggrab präsentiert sich im restaurierten Zustand als sechs Meter lange Kammer mit lateralem Gang. Von den ehemals fünf Decksteinen liegen zwei wieder auf. Im "Atlas der Megalithgräber Deutschlands" von Ernst Sprockhoff wird das Ganggrab unter der Sprockhoff-Nr. 680, bzw. als "Raven Grab 2" geführt.(Lage).

Strietberg West auch Raven
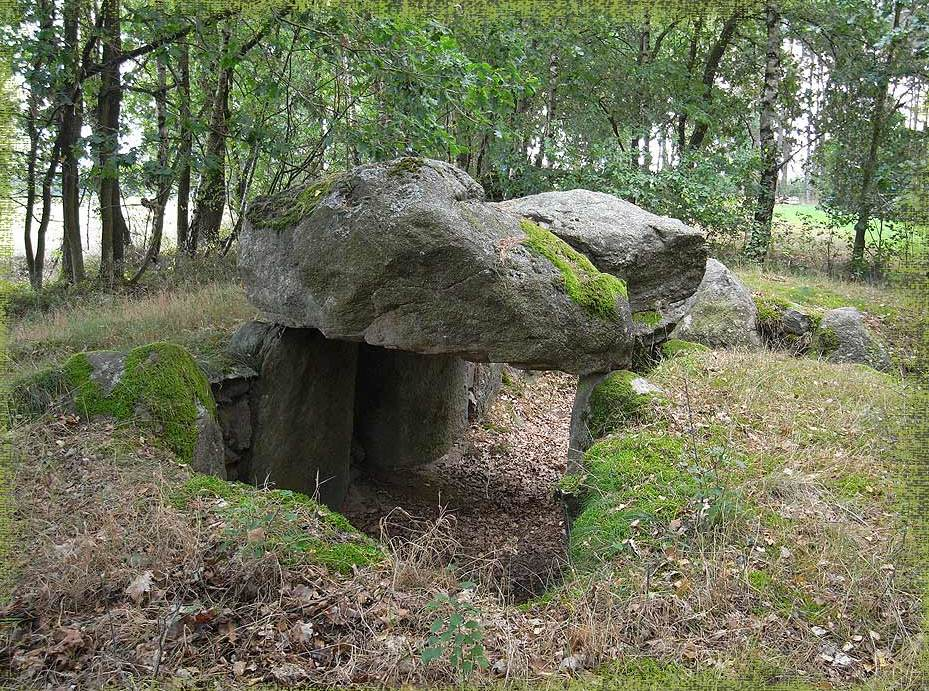
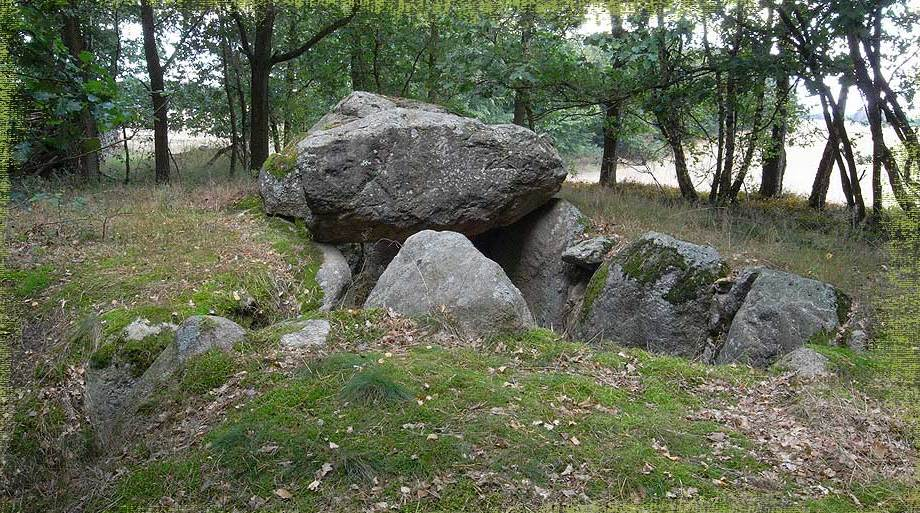
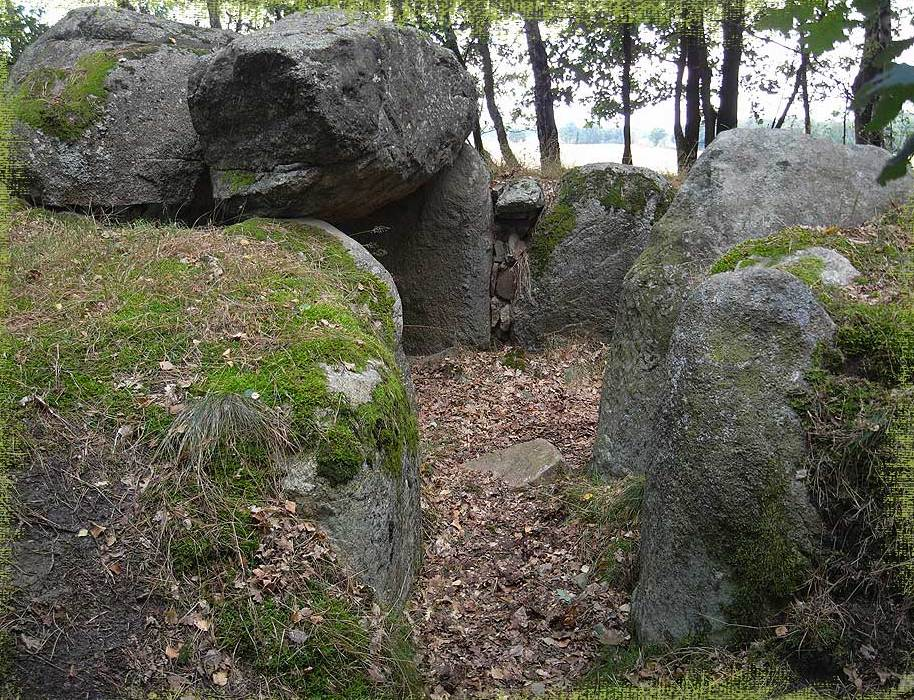
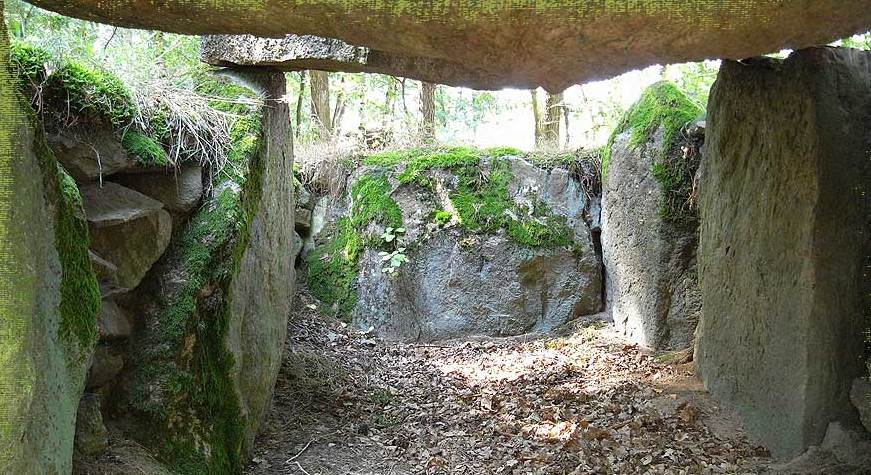

## Die östliche Anlage
Die östliche Anlage war vor der Ausgrabung ein regelloser Steinhaufen, in dem kaum mehr eine Megalithanlage zu erkennen war. Der Zustand war die Folge von Steinschlägerei vermutlich des 19. Jahrhunderts. Bei der Ausgrabung konnten neben den fünf erhaltenen Tragsteinen der Kammer die Form der Kammer und des Ganges anhand der Standspuren weiterer Tragsteine ermittelt werden. An Funden kamen im durchwühlten Hügel Relikte der Trichterbecherkultur und der Nachbestattungen durch die Einzelgrabkultur zutage. Im "Atlas der Megalithgräber Deutschlands" von Ernst Sprockhoff wird das Ganggrab als "Sprockhoff 681" geführt, oder auch als "Wetzen Grab 1" (Lage).

Strietberg Ost auch Wetzen
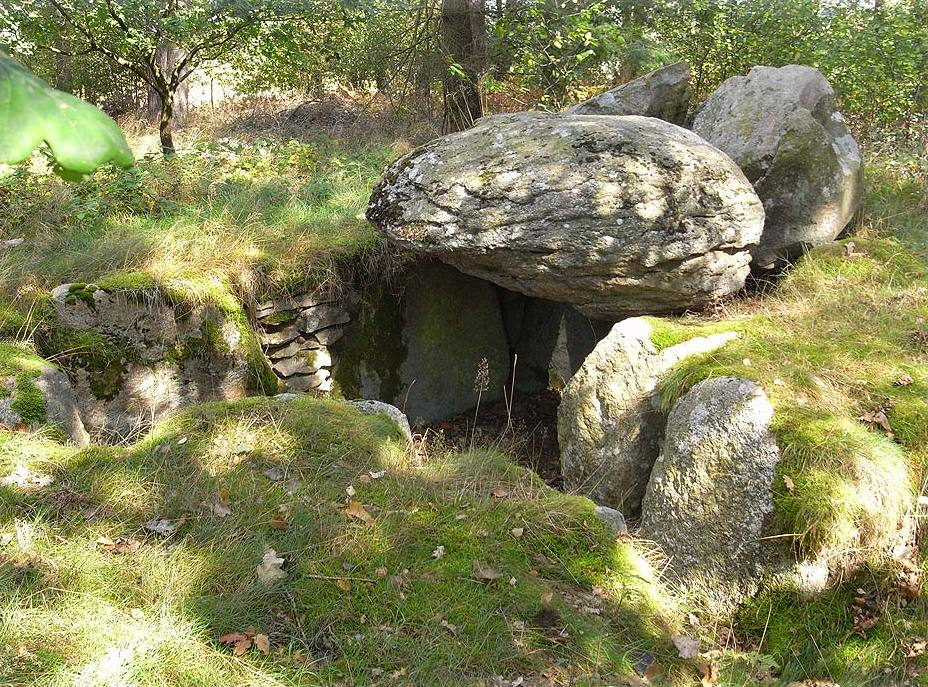
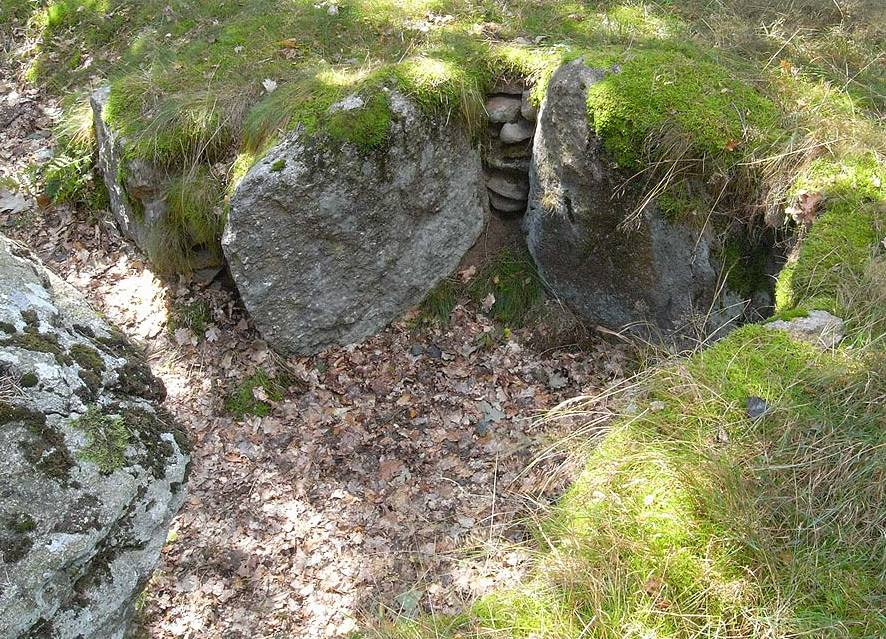
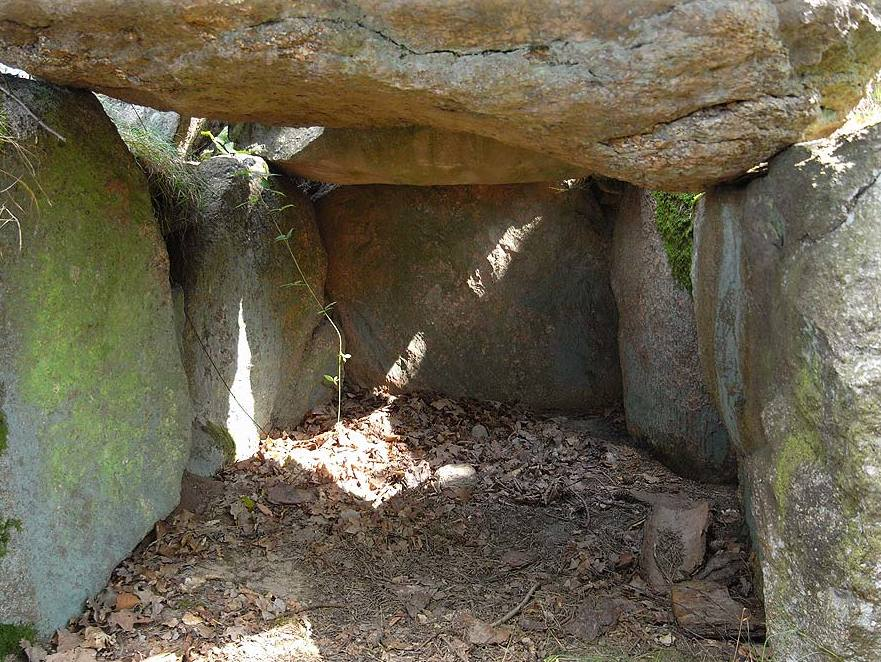
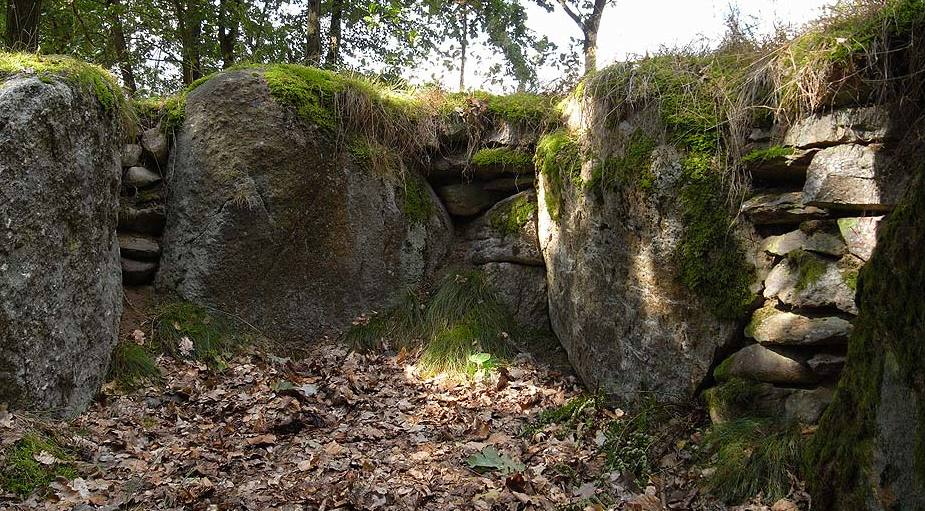